# كارلوس روبرتو دي ليما
كارلوس روبرتو دي ليما هو لاعب كرة قدم برازيلي في مركز الهجوم، ولد في 28 يناير 1980 في لوندرينا في البرازيل. لعب مع نادي روستوف.